# Konz
Konz är en stad i Landkreis Trier-Saarburg i förbundslandet Rheinland-Pfalz, Tyskland. Staden ligger vid floderna Saar och Mosels sammanflöde, cirka 8 km sydväst om Trier. Kommunen har cirka 19 000 invånare.
Kommunen ingår i kommunalförbundet Verbandsgemeinde Konz tillsammans med ytterligare 11 kommuner.